# Hidden Treasure Ranch
Hidden Treasure Ranch (o Hidden Treasure Ranche) è un cortometraggio muto del 1913 diretto da Lorimer Johnston.

## Produzione
Il film fu prodotto dall'American Film Manufacturing Company come Flying A.

## Distribuzione
Distribuito dalla Mutual Film, il film - un cortometraggio in una bobina - uscì nelle sale cinematografiche USA il 20 ottobre 1913.